# Hospitalitas
Per hospitalitas si intende un istituto giuridico attivo nell'Impero Romano giunto alla sua ultima fase, per cui, nel caso i soldati non avessero un luogo dove alloggiare, i cittadini erano tenuti dalle leggi dell'impero ad ospitarli in casa loro, cedendo loro un terzo della casa; erano però esentati da questo gravoso obbligo il clero, i medici, gli insegnanti, gli armigeri e i pittori. A causa dei frequenti abusi di questa hospitalitas (in particolare il salganum, vocabolo con cui si indicavano le violenze che i soldati ospitati commettevano contro gli ospitanti, costringendoli a cedere loro le coperte, la legna e l'olio per provvedere al loro riscaldamento), diversi imperatori, come Costanzo II, Teodosio I, Teodosio II e Giustiniano I, emanarono delle leggi per vietare questi abusi, senza però troppo successo.
Successivamente l'hospitalitas ricompare con un'accezione leggermente diversa nelle leggi in vigore nei regni romano-barbarici. Secondo il Liber Constitutionum, una raccolta di leggi burgunda, i Burgundi espropriarono i proprietari terrieri romani dei due terzi delle terre, consentendo loro di mantenere il rimanente terzo:
Dalle leggi visigote risulta che anche i Visigoti ottennero i due terzi delle terre del territorio di insediamento. I Barbari al governo dell'Italia a partire dal 476, i mercenari di Odoacre prima e gli Ostrogoti di Teodorico poi, ricevettero invece solo un terzo delle terre dell'Italia in base allo stesso principio. Secondo la tesi tradizionale, che interpreta alla lettera il testo delle leggi, i Barbari ricevettero davvero un terzo o i due terzi delle terre da coltivare. Una teoria alternativa suppone invece che ai Barbari sarebbe stato assegnato non un terzo o i due terzi delle terre ma un terzo o i due terzi delle entrate fiscali nella regione di insediamento. Tale teoria non ha però ricevuto un consenso generale e ha subito anzi diverse critiche. Peter Heather, per esempio, ha affermato che tale teoria alternativa «forza la lettera del testo in maniera inaccettabile», e dà maggiore credito alla teoria tradizionale. Anche la Cesa ha avanzato dubbi sulla validità della teoria.
Secondo la tesi tradizionale, l'hospitalitas sarebbe stato l'istituto giuridico con cui i Romani insediavano i barbari foederati all'interno dei confini a partire dal V secolo. Sarebbero stati dunque i Romani a cedere un terzo o i due terzi delle rendite delle terre (o delle tasse) di una data regione in concessione alle popolazioni barbariche, applicando ai foederati, in quanto almeno formalmente soldati romani, le stesse leggi dello ius hospitii già in vigore per l'esercito regolare; l'hospitalitas consisteva nella cessione temporanea ai soldati dell'esercito regolare di un terzo delle case nelle quali essi erano provvisoriamente alloggiati; a differenza dei soldati romani, i foederati ricevettero tuttavia permanentemente un terzo o i due terzi di queste terre e di queste case e, inoltre, erano esentati dal pagamento delle imposte. Tali popolazioni, in compenso, dichiaravano fedeltà all'imperatore e gli fornivano appoggio militare, rimanendo indipendenti.
Per esempio, secondo la teoria tradizionale, i Visigoti ricevettero i due terzi delle terre dell'Aquitania (una regione della Gallia meridionale) fin dal 418, anno in cui furono insediati nella regione dai Romani. In effetti Filostorgio attesta che in quel frangente i Visigoti ricevettero «una parte della Gallia per coltivarla». Il territorio, almeno inizialmente, rimaneva comunque legalmente di proprietà dell'Impero, tanto che per qualche tempo continuarono ad operare nella regione i funzionari civili romani, malgrado l'insediamento dei Visigoti. Anche l'assegnazione dei due terzi delle terre ai Burgundi sarebbe da datare al loro insediamento in Sapaudia nel 443, secondo almeno la teoria tradizionale. Secondo la Chronica Gallica ad annum 452:
(Chronica Gallica ad annum 452, 128.)
Anche gli insediamenti di Alani nelle regioni di Valence e di Orléans, attuati tra il 440 al 442, sarebbero avvenuti attuando l'hospitalitas:
(Chronica Gallica ad annum 452, 124.)
(Chronica Gallica ad annum 452, 127.)
C'è stato un dibattito se effettivamente i Barbari ricevessero terre da coltivare o piuttosto parte o addirittura l'intero gettito fiscale della regione di insediamento. La Cesa propende per l'assegnazione di terre da coltivare, attestata del resto da numerose fonti, ritenendo inaccettabile la tesi che i Romani nel 418 avessero ceduto l'intero gettito fiscale dell'Aquitania ai Visigoti, in quanto a suo dire questo equivaleva alla cessione della regione ai Visigoti, cosa certamente non accaduta nel 418. Anche Heather propende per l'assegnazione delle terre da coltivare, sostenendo che negli anni successivi al 418 non si ha traccia «che l'Impero finanziasse direttamente i Goti con il suo gettito fiscale».
Secondo una teoria alternativa, non è da escludere che nel 418 i Visigoti fossero stati insediati su terre pubbliche o abbandonate dell'Aquitania in qualità di veterani appena congedati dall'esercito romano, e non in base all'hospitalitas; solo successivamente, i Visigoti avrebbero espropriato i proprietari terrieri gallici dei due terzi dei terreni in base all'hospitalitas. Anche Heather sostiene che nel 418 i Visigoti ricevettero presumibilmente terre abbandonate o pubbliche, per evitare di dover ricorrere alla confisca di terre ai proprietari terrieri locali. La cessione dei due terzi delle terre ai Visigoti sarebbe soltanto successiva, da datare alla seconda metà del V secolo.